# مذبحة روزوود
مذبحة روزوود هي هجوم بدوافع عنصرية على الأفارقة الأميركيين وجيرانهم ارتكبه البيض في ولاية فلوريدا في الفترة من 1 إلى 7 يناير من عام 1923. قُتل في الهجوم ما لا يقل عن ستة من الأفارقة الأمريكيين ثم لاقى اثنان من البيض مصرعهم في أعمال العنف التي تلت ذلك. وكانت مدينة روزوود، فلوريدا مجتمعا ذي أغلبية سوداء، قد دمر حسب ما أعلن في التقارير الإخبارية المعاصرة فيما وصفت بأنها أعمال شغب (بدأها السود ضمن ما اندلع من أحداث العنف) | وكانت الاضطرابات العرقية مع الهجمات التي يشنها البيض ضد السود قد حدثت في وقت مبكر خلال القرن 20th في الولايات المتحدة، والتي تعكس التغيرات الاجتماعية السريعة في البلاد. كانت بفلوريدا عددا كبيرا من إعدام دون محاكمة خصوصا في السنوات التي سبقت المذبحة. كانت الغالبية العظمى من الضحايا من الذكور السود. كان من بين هؤلاء ما كان يعرف في المجتمع الأبيض باسم أعمال العنف بيري في ديسمبر عام 1922، الذي كان يتم الإعدام حرقا لرجل أسود.
قبل المذبحة، فإن بلدة روزوود وهي محطة توقف كانت مدينة للسود هادئة مكتفية ذاتيا على سكك حديد سيبورد إيرلاين.بدأت المشاكل عندما أعدم الرجال البيض من عدة بلدات مجاورة مقيما أسود من روزوود بسبب اتهامات غير معتمدة أن امرأة بيضاء في مكان قريب سمنر قد تعرضت للضرب وربما للاغتصاب من قبل التائه الأسود. عندما احتشد المواطنين الأميركيين الأفارقة في البلدة معا للدفاع عن أنفسهم ضد هجمات أخرى، تم حشد من عدة مئات من البيض اللذين تشكلوا في ردة فعل وبدأ تمشيط البلدة الريفية لإصطياد السود، وهاجموا ودمروا كل ما وصلت إليها أيديهم، وحرقوا كل بنية تقريبا داخل روزوود.
الناجين من البلدة اختبأوا لعدة أيام في المستنقعات المجاورة حتى تم إجلاؤهم بواسطة القطار والسيارات إلى المدن الكبيرة. وعلى الرغم من أن سلطات الولاية المحلية كانت على علم بالعنف، لم تتم أية اعتقالات على ما حدث في روزوود. وتم التخلي عن هذه المدينة من قبل سكانها السود. لا أحد عاد من أي مكان إليها.
وعلى الرغم من أن أعمال الشغب قد تم إبلاغها في جميع أنحاء الولايات المتحدة في ذلك الوقت، فلم يتم توثيق الأحداث في السجلات الرسمية. بقي الناجين، وذريتهم، والجناة أيضا ملتزمين الصمت حول روزوود لمدة عقود. فضح الصحافي في مجلة سانت بيترسبرغ تايمز غاري مور في فلوريدا في 25 يوليو1982 في محاولة لإحياء الاهتمام حول مذبحة روزوود بين وسائل الإعلام الرئيسية. وذكرت المقالة معلقة على أحداث 1923 وسلطت الضوء على الإنكار المكثف لهذا الحدث. وكانت الهيئات الأكاديمية في ولاية فلوريدا قد تجنب النظر أوالتصديق على العديد من الشهود الذين بحلول ذلك الوقت كانوا مستعدين للإدلاء بشهاداتهم.
بين عامي 1985 و1986، بدأ الناجون والمتحدرون من المذبحة بتشكيل شبكة تسمى إعادة إحياء أسرة روزوود. المجموعة، التي نظمتها آني بيل لي في لاكوشى، فلوريدا، حيث تقدمت في نهاية المطاف حالة المطالبات روزوود في السلطات التشريعية ولاية فلوريدا في 1992.قامت برفع دعوى ضد الدولة لأنها فشلت في عام 1923 في حماية أفارقة المجتمع الأميركي في روزوود. في عام 1993، كلفت الهيئة التشريعية فلوريدا بكتابة تقرير عن المذبحة. في عام 1994 أصبحت ولاية فلوريدا أول ولاية أمريكية تقوم بتعويض الناجين وأحفادهم عن الأضرار التي عانوا منها بسبب العنف العنصري. وهذا الحادث هوموضوع فيلم روائي طويل 1997 من إخراج جون سينغلتون. في عام 2004، حددت الدولة موقع روزوود باعتباره فلوريدا التراث لاندمارك.

## التوترات العرقية في ولاية فلوريدا
عندما بدأ تدريب قوات الولايات المتحدة الأمريكية للحرب العالمية الأولي، أنذرت العديد من الجنوبيين البيض من التفكير في تسليح الجنود السود. والمواجهة فيما يخص حقوق الجنود السود بلغت ذروتها في مكافحة أعمال الشعب هيوستن في عام 1917. شجعت الدعاية الألمانية الجنود السود لينقلبوا علي اعدائهم "الحقيقيين": وهم الأمريكان البيض. وصلت الشائعات إلي الولايات المتحدة بأن المرأة الفرنسية كانت نشطة جنسيًّا مع الجنود الأميركيين السود والذي نمّ عن ذلك المؤرّخ ديفيد كولبرن في جامعة فلوريدا حيث وضع المخاوف في عُقر الجنوب عن السُلطة وتمازج الأجناس. يربط كولبرن مخاوفه المتزايدة من الحميمية الجنسية بين الاجناس بما حدث في روزوود:"اإن ثقافة الجنوب قد تم بناؤها حول مجموعة من الاعراف والقيم التي تضع النساء البيض في مركزهم ونقاء سلوكهم وعاداتهم تمثل صقل علي تلك الثقافة. إن الهجوم علي المرأة لم يكن ممثلاً فقط في انتهاك المحرمات لكنه أيضا هدد بتفكيك طبيعة المجتمع الجنوبي. كما اجتمعت تجاوزات المحرمات الجنسية لاحقًا مع تسليح الجنود السود لزيادة المخاوف بين البيض حول قيام حرب عرق وشيكة في الجنوب. إن تدفق السود في المراكز الحضرية في الشمال ووسط الغرب عمل علي ازدياد التوترات العرقية في تلك المدن.
بين عاميّ 1917 و1923، اندلعت الاضطرابات العرقية في العديد من الدول في جميع أنحاء الولايات المتحدة، وبدافع من المنافسة الاقتصادية علي الوظائف الصناعية، معظمها بين العِرق الأبيض، والمهاجرين وأحفادهم، والسود في الجنوب، والذين غالبًا ما يستخدموا قواطع الإضراب.
كان الشغب في سانت لويس الشرق واحداً من أولي وأكثر حالات العنف، اندلع في عام 1917. وفي Red Summer of 1919، اندلعت دوافع عنصرية لأعمال العنف في 23 مدينة، بما في ذلك شيكاغو، أوماها، وواشنطن__الناتجة عن المنافسة علي فرص العمل والسكن من جانب جنود العائدين من الحرب العالمية الأولي في كلا السباقات، ووصول أفواج من المهاجرين الأوروبيين الجدد.[
حدث العديد من الاضطرابات في تولسا في عام 1921، عندما هاجم البيض مجتمع غرينوود الأسود. يُميز ديفيد كولبرن بين نوعين من السود الذين وصلوا لعام 1923: كان العنف الشمالي لحدث غوغائي عفوي عامةََ ضد مجتمعاتِِ بأكملها.العنف الجنوبي، من ناحية أخرى، أخذ شكل الحوادث الفردية لجرائم القتل المتعمد دون وجه حق وأحداث أُخري خارج نطاق القانون.مذبحة روزوود، وفقًا لكولبرن، تُمثل العنف الأكثر شيوعًا المُرتكب في الشمال في تلك السنوات.

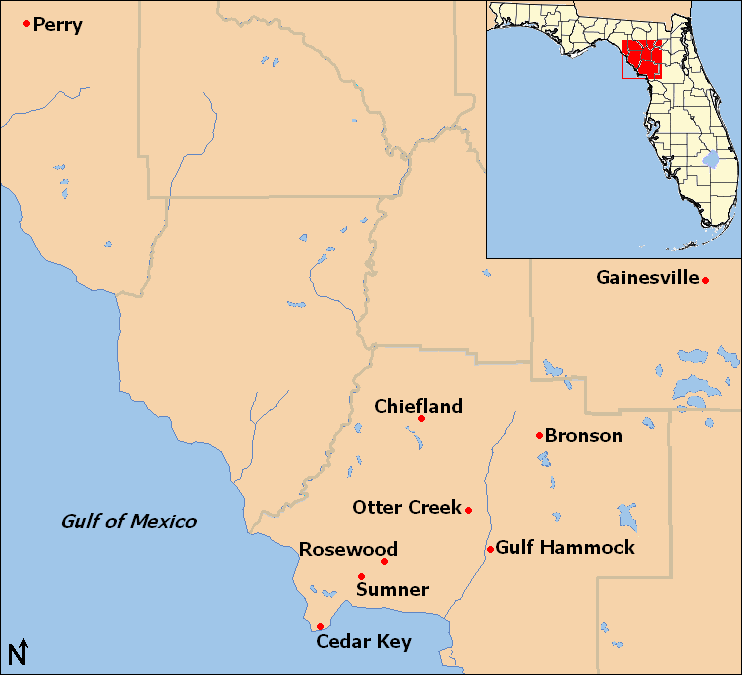
خريطة روزوود، فلوريدا والبلدات المحيطة

في منتصف العشرينات، وصلت عضوية جماعة كوكلوكس كلان السرية العنصرية (kkk) ذروتها في الجنوب ووسط الغرب بعد بداية نهضة 1915.كان تطورها بسبب التوترات الناتجة عن التصنيع السريع والتغير الاجتماعي للعديد من المدن النامية في وسط الغرب والغرب، كان نموها يرجع إلي منافسة أفواج المهاجرين الجدد من جنوب وشرق أوروبا. كانت جماعة كوكلوكس كلان السرية العنصرية قوية في مدن فلوريدا جاكسونفيل وتامبا؛ وكانت منظمة ميامي مؤثِرًا كافيًا في النادي الريفي بميامي.ازدهرت الجماعة في بلدات صغيرة بالجنوب حيث كان العُنف العُنصري عُرف مديد يرجع إلي عصر إعادة الإعمار. []أقر مُحرر في غاينيسفيل صن أنه كان عضوًا في جماعة كوكلوكس كلان السرية العنصرية في عام 1922، ومدح المنظمة في الطباعة.
علي الرغم من تغيُر موقف الحاكم كآت، وقع نشاط الغوغاء كثيرًا في المدن في كافة أنحاء شمال ووسط فلوريدا وذهب غير مكترثًا بتنفيذ القانون المحلي. كان العنف الخارج عن سلطة المحكمة منتشرًا جدًا حيث قلما ما كان يُغطي في الجرائد. في عام ألف وتسعمائة وعشرين 1920، أزاح البيض أربع من الرجال السود من السجن، المتهمين بخطف امرأة بيضاء في ماكليني، وأعدموهم خارج نطاق القضاء. في أكوي في نفس السنة، سلَح اثنان من المواطنين السود أنفسهم ليذهبوا إلي صناديق الاقتراع أثناء الانتخابات. نتيجة لذلك حدثت التحديات، وأُصيب اثنان من المسؤلين البيض، بعد تدمير الغوغاء البيض لمجتمع أوكوي الأسود، مسببًا ما يقرُب من ثلاثين ضحية، ومدمرًا خمسة وعشرين منزلًا، وكنيستين، ومحفل ماسوني.
أسابيع قليلة قبل مذبحة روزوود، وقعت الاضطرابات العرقية في بيري في أيام 14و15 من ديسمبر لعام 1922، حيث قام البيض بإعدام تشارلز رايت حرقًا علي وتد وهاجموا مجتمع بيري الأسود،فلوريدا بعد مقتل المُعلِم الأبيض.
في اليوم التالي عقِب إعدام تشارلز، قام البيض بإطلاق النار وشنق أكثر من اثنين من الرجال السود في ببري؛ ثم بعد ذلك حرقوا المدارس والمدن، ومحفل ماسوني، وكنيسة، وصالة تسلية، والعديد من منازل العائلات.

## الأحداث في روزوود

### قصة فاني تيلور
وقعت مذبحة روزوود بعد إدعاء امرأة بيضاء في سومنر بأنها قد تم الهجوم عليها من قِبل رجل أسود. فرانسيس «فاني» تيلور تبلُغ من العُمر اثنان وعشرون 22عامًا في عام 1923 وتزوجت من جيمس 30 عامًا مُركِب طواحين كومر، في سومنر. يعيشا هناك مع أطفالهم الاثنين الصغار.
تتطلب وظيفة جيمس المغادرة كل يوم إثناء الظلام من الصباح الباكر. يذكُر الجيران فاني تيلور بأنها «غريبة الأطوار». كانت ولوعة بالنظافة لدرجة أنها تحُك أرضيات خشب الأرز بالمُبيض لكي يضيئا. تؤكد النساء الأخريات بأن تيلور كانت مُتحفِظة، لا أحد يعرفها جيدًا.
في 1 يناير عام 1923، أقرت جارة لتيلور بأنها سمعت صيحة بينما كان الظلام دامسًا، مُمسِكة بمسدسها، وأسرعت بجوار الباب لتجد «فاني» مجروحة ومهزومة، مع علامات حك علي الأرضية البيضاء . كانت تيلور تُصيح بأن شخصًا ما حاول أن يأخُذ رضيعها. قالت أن رجل اسود كان في منزلها؛ لقد جاء عبر الباب الخلفي وهاجمها. وجدت الجارة الرضيعة، ولكن لا أحد أخر.
ينُص بلاغ تيلور الأول بأن المُعتدي ضربها في وجهها، لكنه لم يغتصبها.
انتشرت الأقاويل _مُصدقة علي نحوٍ واسع من قِبل البيض في سومنر _علي أنها اُغتصبت وسُلبت معًا. كانت تُهمة اغتصاب امرأة بيضاء من شخص اسود تحريضية في الجنوب: اليوم السابق، قد عقدت جمعة الكوك لوكس حشد جماعي يزيد عن 100 من رجال جماعة المُقنَعين 50 ميل (80 كيلومتر) بعيدًا عن غاينيسفيل تحت صليب معقوف ولافتة مكتوب عليها «أولًا ودائمًا حماية الأنوثة»
أقرت أيضًا الجارة عن غياب غسالة تايلور هذا اليوم، سارة كارير، المرأة
البيضاء في سومنر وتُدعي «العمة سارة».
قصّت فيلومينا جونيس، جدة سارة كارير، حكاية مختلفة عن فاني تيلور مؤخرًا . التحقت بجدتها كارير بمنزل تايلور كالعادة في الصباح وشاهدوا رجل أبيض يغادر من الباب الخلفي في الصباح قبل الظهر .
قالت أن تيلور خرجت من منزلها نتيجة زعم أنها قد ضُربت، لكنها كانت بصحة جيدة بعد الصباح.
حفيد كارير وشقيق فيلومينيا وآرنتي جوينس عادةً ما يذهبوا معهم؛ لقد رأوا الرجُل الأبيض من قبل. كان يُدعي جون براد يلي وعمل في خط سكة حديد الساحل الجوي. بلّغت كارير الآخرين في المجتمع الأسود عما رأته هذا اليوم، استوعب مجتمع روزوود الأسود أن فاني تيلور لها محبوب أبيض، لقد تعاركوا هذا اليوم، وضربها .
عندما غادر الرجل منزل تيلور، ذهب إلي روزوود .
سريعًا، جمع شريف ووكر القوات وبدأ الاستقصاء .
عندما علموا أن جيس هانتر، السجين الأسود، قد هرب من العصابة المُكبلة، بدءوا التحقيق ليستجوبوه عن ضرب تيلور .
وصل الرجال من سيداركي، أوتر كريك، تشيفلاند، وبرونسون للمساعدة في التحقيق .
مُضيفُا الارتباك إلي الأحداث قيل مؤخرًا، أن حوالي 400 من الرجال البيض بدءوا في التجمع. انتدب شريف ووكر بعضهم، لكنه لم يستطع ضمهم جميعًا.
سأل شريف ووكر عن كلاب من معسكر سجناء قريب، لكن رُبما كلب واحد استُخدم بواسطة مجموعة من الرجال المُمثلين بدون سلطة شريف ووكر .
أرشدت الكلاب المجموعة المُكونة من حوالي 100 إلي 150 من الرجال إلي منزل إيرون كارير، ابن شقيق سارة كارير.
أُخذ أيرون بالخارج، حيث توسلت أمُه إلي الرجال بألا يقتلوه .
رُبط في سيارة وجُر إلي سومنر.
وضع شريف ووكر كارير في العناية المُركزة في مجلس البلدة في برونسون لكي ينتشله من رجال القوات، حيث كان العديد منهم يشربون ويرتكبون الجرائم بكامل سُلطتهم .
وخوفًا من زيادة القوات بشكل سريع وخارج عن السيطرة، ألح ووكر أيضًا علي الموظفين السود بالبقاء في طواحين التربنتين حفاظًا علي سلامتهم .
اعتقلت مجموعة من الحُرّاس البيض، الذين قد أصبحوا غوغاء بمرور الزمن، سام كارتر، حدّاد محلّي وسائق شاحنة بمعمل لتقطير زيت التربنتين. حيث أرغموا كارتر علي الاعتراف بأنه قد أخفي السجين الهارب من العصابة المكبّلة . قاد كارتر المجموعة إلي بؤرة في الغابات حيثما قال أنه قد أُخد أسير، لكن لم يكن الكلاب قادرين علي التقاط الرائحة. ومما أدهش العديد من الشهود أن شخص ما أطلق النار علي كارتر في وجهه بطريقة مُميتة.
علّقت الجماعة جسد كارتر المُشَوه في شجرة كعِبرة للآخرين من الرجال السود في المنطقة. أخذ بعض من الغوغاء تذكارًا من ملابِسِه. وأشار الناجون أن جون براديلي فرّ إلي روزوود لأنه علِم أنه في مأزق وقد ذهب إلي منزل آرون كارير، الخبير المُخضرم والماسوني.
أخفي كارير وكارتر ومسوني آخر، براديلي، خلف العربة. وأخذ كارتر براديلي إلي نهر قريب، ومكنّه من الفرار من العربة ثم عاد إلي المنزل لكي يُقابِل الغوغاء؛ لقد وصلوا إليه مُسترشدين بالكلاب ومُتلاحقين برائحة براديلي.
بعد القتل المُتعمد، لسام كارتر، قابلت الغوغاء في طريقها سيلفستر كارير ابن عم آرون وابن سارة كارير وطلبوا منه الخروج من المدينة.
رفض كارير، وعندما ذهب الغوغاء، أشار إلي جمع أكبر عدد ممكن من الناس من أجل الحماية.
صور فوتوغرافيا أبيض وأسود لبناء خشبي صريح حيث ربما كان كوخ صغير، منزل حيوان، أوحجرة للصيد مع تدفُق الدخان منها والنيران مُشتعِلة وظاهرة من الباب.
احترق الكوخ بروزوود في4 الرابع من يناير لعام ألف وتُسعُمائة ثلاثة وعشرون 1923.

## التصعيد
علي الرغم من جهود شريف ووكر والمُشرِف علي الطاحونة بيلوسبيري لتفريق الغوغاء، استمر الرِجال البيض في التجمع. وذهب الغوغاء من الرجال البيض المُسلّحين إلي روزوود، في مساء الرابع من يناير، والتفّوا حول منزل سارة كارير.
كان المنزل يحوي تقريبًا من 15 إلي 25 من البشر الذين يسعون للحصول علي مأوي، بما فيهم العديد من الأطفال المُختبئين بالدور العلوي تحت الفِراش .
وكان بعضُ الأشخاصِ بالمنزلِ لأنهم كانوا يزورون جِدتهم في الكريسماس.
كانوا مُؤمنين من قِبل سيلفستر كارير وأيضًا رجُلين آخرين، لكن رُبما كان كارير هوالشخص الوحيد المُسلّح . حيث كان مشهور بالفخر وعدم الاعتماد علي الآخرين . وفي روزوود كان شخصية هائلة، صياد ماهر، ومُعلِم موسيقي، حيث كان ببساطة يُدعي إنسان .ويعتبِره العديد من البيض أنه مُتغطرِس وعديم الاحترام.
أفاد سيلفستر في صحيفة التايمز قائلاً أن الهجوم علي فاني تيلور كان «مِثالاً علي ما يستطيع الزنوج فِعلُه دون تدخُل».
سواء أكان هذا أم ذاك قال أن هذه مُناظرة، لكن مجموعة من 20 إلي 30 من الرِجال البيض، الذين اشتعِلوا بالعِبارةِ المُبلغةِ، ذهبوا إلي منزل كارير.
اعتقدوا أن المُجتمع الأسود في روزوود كان مُخبِئًا السجين الهارب «جيس هانتز».
تصارعت التقاريرُ حول من أطلق النار أولاً، لكن بعد اقتراب عضوين من الغوغاءِ من المنزلِ، شخص ما أطلق النار فأُصيبت سارة كارير في الرأس.
ميني لي لانغلي بنت أُختها البالِغة من العُمُر تِسع سنواتٍ، قد شهِدت أن آرون كارير قد أُخِذت من منزِلِها مُنذُ ثلاثةِ أيامٍ مضت.
وعِندما سمِعت لانغلى شخص ما قد أطلق النار، ذهبت إلي الأسفل لِتجِد جِدتِها، إيما كارير.
أجادت سيلفستر وضع ميني لي في خزانةِ حطبِ الوقودِ حيثُ كان يُشاهد الباب الأمامي، ومُستخدما الخزانة للتغطيةِ: وكانت المفرقعات لا تزال مُستمرة في إطلاق النارِ. حيث وضع بُندُقيته علي عاتِقِيَ...مُبلغًا إيَايَ اتباع هذا الطريقُ، ومِن ثم بولي ويلكرسون، ركل الباب بقدميه. وعِندما ركل الأبواب، سمحت له كوز سيل الحصول عليه.
تبادُل عِدة أعيرةٍ ناريةٍ: حيثُ خُرق المنزل بالرصاصِ، لكن البيض لم يتجاوزوا ذلك. استمر الوقوف طويلًا حتي صباح اليومِ التالي، حيثُ وُجدت سارة وسيلفستر كارير مقتولين داخل المنزلِ ؛ وأُصيب آخرون بجرحٍ من بينِهِم طفل أُصيب في عينهِ. رجُلان من البيضِ، س.ب بولي ويلكرسون وهنري اندروز، وقد قُتل ويلكرسون أمام باب اندروز، وكان اندروز خلفه. وأُصيب ما لا يقل عن أربعةِ أشخاصٍ من البيضِ بجروحٍ خطيرةٍ وعلي الأرجح شخص واحد بشكلٍ مُهلِكٍ. خرج الأطفالُ الباقون خُفيةً من البابِ الخلفيِ إلي الغاباتِ . حيثُ عبروا الطُرُق التُرابية في آنٍ واحدٍ . ثم اختبؤا تحت الأغصانِ حتي التقوا جميعهُم بعيدًا عن روزوود.

## هدم روزوود
جذبت أخبارُ الوقوفِ المُسلحِ عند منزلِ كارير انتباه الرجالِ البيضِ من جميع أنحاء الدولةِ للمُشاركة.ونُفذت التقاريرِ في سان بطرسبرغ المُستقلة، وفلوريدا، وميامي هيرالد، وميامي متروبوليس، في إصدارات الحقائق المُتنافس عليها والمُبالغ فيها. وضعت ميتروبوليس قائمة مكونة من عشرين من القتلي السُود وأربعةٍ من البيضِ وشخصت الحادث علي انه «حرب عِرق». وضعت أيضًا الصُحف الوطنية الحادث الذي وقع في الصفحةِ الأولي . اتهمت كُلاً من واشنطن بوست وسان لويس ديسباتش عصابة «الزنوج المدججون بالسلاح» و«الزنوج الأشرار» بالتورط فيها .
جاءت مُعظم المعلوماتِ عن طريق رسائل منفصلة من شريف ووكر، وشائعات الغوغاء، وتنميق التقارير الجزئية التي تثير قصصهم في اسوشيتد برس.
كانت التفاصيلُ حول الوقوفِ المُسلحِ سريعة الانتشارِِ. ووفقًا للمؤرِخ توماس داي «فكرةُ أن السود قد حملوا السلاح ضد العرقِ الأبيضِ في روزوود كانت مستحيلةً في أقصي الجنوبِ.» وغطت صحف السود الاحداث بمفهومية من زاوية أخرى.
وأبرز الأمريكان الأفارقة في بالتيمور الأفعال البطولية للأمريكان الأفارقة أمام هجوم «المتوحشين».
وذكرت صحيفة أخرى أن " اثنين من النساءِ السود قد تعرضوا للهِجوم والاغتصاب فيما بين روزوود وسومنر." حيث تم إرضاء الرغبةِ الجنسيةِ للمُهاجمين المُتوحِشين البِيض، وخُنقت النِساء."
أحرق الغوغاء البيض كنائس السود في روزوود. وسمع ابن عم فيلومينا جوينز، لي روث ديفيز، أجراس ورنين في الكنيسة حيث كان الرجال جالسين بالداخل مشتعلين. ودمر الغوغاء أيضا الكنيسة البيضاء في روزوود.فر العديد من المقيمين السود إلي داخل المستنقعات القريبة للحفاظ علي سلامتهم، حيث كان بعضهم مكسيا فقط في بيجامتهم.كان ويلسون هول يبلغ من العمر تسع سنوات في ذلك الوقت؛ وفيما بعد أفاقته أمه في الصباح الباكر للهروب إلي داخل المستنقعات في حين كان الظلام دامسا، وأضواء السيارات القريبة من الرجال البيض يمكن مشاهدتها علي بعد أميال.